# グレートジャーニー
『グレートジャーニー』（THE GREAT JOURNEY）は、フジテレビジョン系で不定期に放送された紀行ドキュメンタリー。

## 概要
人類の足跡である南アメリカ・チリナバリノ島からタンザニアまで（北ルート）のおよそ5万キロを逆ルートから遡って行く旅の行程（1993年12月 - 2002年2月）を、探検家・関野吉晴が車などの近代的動力を使わずに自転車・徒歩・カヌーといった人力や犬ぞりやラクダなどの動物の力で挑み、その姿を追った作品（全8回）。1993年のスタート当初は2001年1月1日、つまり21世紀最初の日に最終目的地にゴールする予定だったが、極東シベリア地域の移動に時間を要したのと（冬場は犬ぞりで移動できるが、夏場になり氷が溶けると大湿地帯となり自転車での移動が不可能で、徒歩や動物を使っての移動を余儀なくされたため）途中で本来のルート外のヒマラヤ山脈を探訪したため、結局当初の予定から1年1か月遅れの2002年2月にゴールとなった。
2004年からは日本人が日本列島に到達するまでの旅がスタートし、その過程を追う「新グレートジャーニー 日本人の来た道」がシリーズとして放送された（2006年 - 2012年までの全3回）。尚最終回の海上ルートは2011年に放送予定だったが、同年に東日本大震災が発生。海上ルートだったこともあり被災者に配慮して同年の放送の予定を延期して2012年に放送、またそれまでは金曜・土曜の21時～22時台の放送であったが、日曜日の夕方に放送するなどの規模を縮小しての放送となった。
2012年5月からBSフジにて順次再放送された。

## キャスト・スタッフ
- 企画・出演：関野吉晴
- ナレーション：益岡徹
- 演出：山田和也、一野雅義、阿部久、児玉知仁、
- 構成：岩井田洋光
- 撮影：長谷川諭、辻中伸次、佐々木秀和
- プロデューサー：高橋和男
- 音楽：川崎真弘
- 主題歌：スティーヴィー・ワンダー「CONVERSATION PEACE」
- 制作著作：フジテレビジョン

## シリーズリスト
|            | タイトル                                                             | 行程                                                                      | 放送日        |
| ---------- | -------------------------------------------------------------------- | ------------------------------------------------------------------------- | ------------- |
| 1          | 南米編Ⅰ 2001年 人類の旅5万キロ パタゴニア〜アンデス 南米縦断7000キロ | 1993年12月5日（ナバリーノ島） - 1994年3月4日 1994年8月15日 - 1995年1月1日 | 1995年3月10日 |
| 2          | 南米編Ⅱ アンデス、アマゾン、カリブ海 南米大陸5000キロ                | 1995年4月28日（プーノ） - 1995年10月（トゥルポ）                          | 1996年3月2日  |
| 3          | 中米・北米編 パナマ〜アラスカ 北米大陸12000キロ                      | 1996年3月24日（トゥルポ） - （ヘインズ）                                  | 1997年2月14日 |
| 4          | アラスカ編 アラスカ〜ベーリング海峡 遥かなるユーラシア               |                                                                           | 1998年3月7日  |
| 5          | 極東シベリア編 極東シベリア ツンドラ大横断                           |                                                                           | 1999年3月5日  |
| 6          | シベリア・モンゴル編 さらばシベリア カムチャッカ〜モンゴル6500キロ   | 1999年2月（マニリ） -                                                     | 2000年3月3日  |
| 7          | ゴビ・チベット・ヒマラヤ編 ヒマラヤ越え シルクロード5800キロ         | - カザフスタン・アルマイト                                                | 2001年3月2日  |
| FINAL（8） | 中東・アフリカ編 灼熱と感動のアフリカ 10年目のゴール                 | - 2002年2月10日（ラエトリ）                                               | 2002年3月15日 |

|   | タイトル                                                                                             | 行程                | 放送日        |
| - | --- | ------------------- | ------------- |
| 1 | 新・グレートジャーニー 日本人の来た道（北方ルート）                                                  | シベリア - 北海道   | 2006年8月12日 |
| 2 | 地球デイプロジェクトグレートジャーニー スペシャル日本人の来た道ヒマラヤ〜日本15000キロ（南方ルート） | ヒマラヤ - 対馬     | 2008年3月21日 |
| 3 | 新グレートジャーニー〜最終章〜人類、日本列島へ海上ルート4700キロ（海洋ルート）                       | インドネシア - 沖縄 | 2012年2月12日 |

|  | タイトル                       | 放送日         |
|  | ------------------------------ | -------------- |
|  | 密林の裸族ヤノマミ             | 1996年9月1日   |
|  | 嵐の大地パタゴニア南部氷床     | 1997年2月2日   |
|  | 秘境ギアナ高地聖なる山クケナン | 1997年6月22日  |
|  | 魔境アマゾン源流地帯           | 1997年11月30日 |
|  | モンゴルの少女プージェー       | 2000年7月30日  |
|  | 極寒の大地シベリア             | 2000年10月8日  |
|  | 奥ヒマラヤ・旅する大家族       | 2001年5月20日  |
|  | 素顔のイスラム                 | 2002年1月3日   |

## 関連メディア

### VHS
- 「グレートジャーニー」 1 - 8

### DVD
- 「グレートジャーニー」 1 - 8
- 「グレートジャーニー Earth Calling 地球からのメッセージ」 1 - 3
- 「新グレートジャーニー 日本人の来た道」北方ルート、南方ルート、海上ルート　（2013年7月31日）

### 書籍
- 「グレートジャーニー 人類5万キロの旅 1 嵐の大地パタゴニア」（1995年、小峰書店）
- 「グレートジャーニー 人類5万キロの旅 2 チチカカ湖めざして」（1995年、小峰書店）
- 「グレートジャーニー 人類5万キロの旅 3 はるかインカを訪ねて」（1996年、小峰書店）
- 「グレートジャーニー 人類5万キロの旅 4 失われた世界をいく」（1997年、小峰書店）
- 「グレートジャーニー 人類5万キロの旅 5 中央アメリカをかける」（1997年、小峰書店）
- 「グレートジャーニー 人類5万キロの旅 6 ナバホの国へ」（1998年、小峰書店）
- 「グレートジャーニー 人類5万キロの旅 7 ベーリング海峡をわたる 」（1999年、小峰書店）
- 「グレートジャーニー 人類5万キロの旅 8 北の狩猟民とともに」（2000年、小峰書店）
- 「グレートジャーニー 人類5万キロの旅 9 道なきツンドラをゆく」（2000年、小峰書店）
- 「グレートジャーニー 人類5万キロの旅 10 トナカイ遊牧民とくらす」（2002年、小峰書店）
- 「グレートジャーニー 人類5万キロの旅 11 バイカル湖への道」（2002年、小峰書店）
- 「グレートジャーニー 人類5万キロの旅 12 草原と砂漠のモンゴル」（2003年、小峰書店）
- 「グレートジャーニー 人類5万キロの旅 13 チベットの聖なる山へ」（2003年、小峰書店）
- 「グレートジャーニー 人類5万キロの旅 14 イスラム世界を走る」（2004年、小峰書店）
- 「グレートジャーニー 人類5万キロの旅 15 人類発祥の地アフリカ」（2004年、小峰書店）

- 「地球に生きる ― グレートジャーニーのこどもたち」（2002年、毎日ムック）
- 「グレートジャーニー「原住民」の知恵」（2003年、知恵の森文庫）

- 「グレートジャーニー ― 地球を這う 1 南米~アラスカ篇」（2003年、ちくま新書）
- 「グレートジャーニー ― 地球を這う 2 ユーラシア~アフリカ篇」（2005年、ちくま新書）

- 「北方ルート サハリンの旅 新グレートジャーニー 日本人の来た道」（2006年、小峰書店）
- 「北方ルート シベリアの旅 新グレートジャーニー 日本人の来た道」（2006年、小峰書店）

- 「我々は何処から来たのか ― グレートジャーニー全記録〈1〉移動編」（2006年、毎日新聞社）
- 「我々は何処に行くのか ― グレートジャーニー全記録〈2〉寄道編」（2006年、毎日新聞社）

- 「関野吉晴対談集 ― グレートジャーニー1993~2007」（2007年、東海教育研究所）

- 「グレートジャーニー 人類5万キロの旅 1 嵐の大地パタゴニアからチチカカ湖へ」（2010年、角川文庫）
- 「グレートジャーニー 人類5万キロの旅2 灼熱の赤道直下から白夜のアラスカへ」（2010年、角川文庫）
- 「グレートジャーニー 人類5万キロの旅3 ベーリング海峡横断、ツンドラを犬ゾリで駆ける」（2010年、角川文庫）
- 「グレートジャーニー 人類5万キロの旅4 厳寒のツンドラ、モンゴル運命の少女との出会い」（2010年、角川文庫）
- 「グレートジャーニー 人類5万キロの旅5 聖なるチベットから、人類発祥の地アフリカへ」（2010年、角川文庫）

- 「海のグレートジャーニー」（2012年、クレヴィス）
- 「海のグレートジャーニーと若者たち - 4700キロの気づきの旅」（2013年、武蔵野美術大学出版局）
- 「グレートジャーニー探検記」（2013年、徳間書店）

## 特別展
2013年3月16日から6月9日にかけて国立科学博物館で特別展「グレートジャーニー 人類の旅」（国立科学博物館・フジテレビジョン主催）が開催された。